# Monte San Biagio
Monte San Biagio és un comune (municipi) de la província de Latina, a la regió italiana del Laci. Es troba al vessant d'un turó, als Monts Ausons. Fins al 1862 era conegut com a Monticelli.
Monte San Biagio limita amb els municipis d'Ausonia, Coreno Ausonio, Esperia, Formia i Minturno.
A 1 de gener de 2019 tenia 2.915 habitants.

## Història
La presència romana al territori de Monte San Biagio està testimoniada per la presència d'un mausoleu atribuït a l'emperador Galba, natural de la zona, però que probablement pertanyia a Sext Juli Frontí, que tenia una gran vil·la als voltants. Els romans van derrotar els samnites al Passo della Portella: en el lloc es va construir una porta fortificada, que després va ser utilitzada com a duana fronterera del Regne de Nàpols. Molt a prop hi ha una talaia del període del Papa Sixt V.
Els orígens de la ciutat moderna es remunten a l'edat mitjana, quan es va construir un castell (sobre les ruïnes romanes), primer com a fortalesa del Ducat de Gaeta, i després del Ducat de Fondi. El primer document que menciona els Castrum Monticelli data del 1099, dels arxius de Monte Cassino. En els segles següents fou un feu de Fondi i una possessió de la família dell'Aquila a partir del 1145. Després fou governada per les famílies Colonna, Carafa, Mansfeld i Di Sangro, com a part del Regne de Nàpols.
A l'hivern de 1788 la ciutat va ser saquejada per l'exèrcit francès durant les guerres napoleòniques, mentre que, després de la restauració borbònica i la posterior unificació italiana, el barri va ser la base del brigantaggio. El 1862 es va canviar el nom a Monte San Vito i, poc després, a l'actual Monte San Biagio.

## Ciutats agermanades
- Saint-Romain-le-Puy, França
- Übersee, Alemanya